# Inventář
Inventář je jeden z několika druhů archivních pomůcek, které se využívají v archivech. Existují buď tištěné inventáře ve formě knihy, kterou badatel dostane k nahlédnutí v badatelně archivu, nebo elektronické inventáře.
Inventář se vyhotovuje ke zpracovanému a inventarizovanému fondu. Pro obsáhlé agendy může být vytvořen také dílčí inventář.

## Obsah inventáře
Inventář obsahuje:
- titulní list – název archivu, název pomůcky, časové rozmezí pomůcky, číslo evidenčního listu NAD, evidenční číslo pomůcky, jméno zpracovatele, místo a rok vyhotovení pomůcky,
- úvod se seznamem pramenů a literatury: obsahuje 5 částí,
  - vývoj původce archiválií – historický vývoj instituce nebo životopis osoby,
  - vývoj a dějiny archivního souboru – popisuje vznik a utváření souboru – popis registratury původce, uložení písemností, zpracování, ztráty,
  - archivní charakteristika archivního souboru – zachovalost, popis pořádací metody, struktura pomůcky, vyřazení duplikátů, jazyk, stav dochování (úplný/neúplný), stav fondu (poškození), vnitřní skartace, přeřazení dokumentů do jiného archivního souboru,
  - stručný rozbor obsahu archivního souboru – vztah k veřejnosti, zajímavé archiválie pro badatele,
  - záznam o uspořádání archivního souboru – kdo a kdy fond uspořádal a vytvořil inventář,
- inventární seznam – vlastní soupis všech archiválií v archivním fondu,
- rejstříky – místní, věcné,
- tiráž – název pomůcky, časové rozmezí, počet evidenčních jednotek, počet jednotek popisu, rozsah archiválií v běžných metrech (bm), stav archiválií, značka archivního souboru, jméno zpracovatele, počet stran pomůcky, údaje o schvalovateli pomůcky s číslem jednacím a datem schválení.[2]